# El Puente 2.ª Sección
El Puente 2.ª Sección es una localidad del municipio de Huimanguillo ubicado en la subregión de la Chontalpa del estado mexicano de Tabasco.

## Geografía
La localidad de El Puente 2.ª Sección se sitúa en las coordenadas geográficas 18°01′39″N 93°47′03″O / 18.027500, -93.784167, a una elevación de 23 metros sobre el nivel del mar.

## Demografía
Según el Conteo de Población y Vivienda 2020, efectuado por el Instituto Nacional de Estadística y Geografía, la localidad de El Puente 2.ª Sección tiene 501 habitantes, de los cuales 255 son del sexo masculino y 246 del sexo femenino. Su tasa de fecundidad es de 2.52 hijos por mujer y tiene 139 viviendas particulares habitadas.
| Gráfica de evolución demográfica de El Puente 2.ª Sección entre 2005 y 2020 |
|                                                                             |
| INEGI.                                                                      |